# العيد الوطني لجمهورية الصين الشعبية
العيد الوطني لجمهورية الصين الشعبية هو العيد الوطني في جمهورية الصين الشعبية، يوافق الاحتفال بهذا العيد القومي يوم 1 أكتوبر.
أسست جمهورية الصين الشعبية في 1 أكتوبر 1949 في احتفالية في ميدان تيننمن. في اليوم الذي تلاه أعلنت الحكومة المركزية أن الأول من أكتوبر هو العيد الوطني لجمهورية الصين الشعبية. في يوم العيد الوطني يبدأ واحدا من أسبوعين ذهبيين، وهناك جدل حول أيهما يجب أن يبقى.
يحتفل بالعيد الوطني في أرجاء بر الصين الرئيسي، هونغ كونغ، ماكاو، وتقام مجموعة من الاحتفاليات تنظمها الحكومة، تتضمن ألعابا نارية، وحفلات موسيقية. والأماكن العامة، كميدان تيان آن من، تزين بزينة خاصة للمناسبة، وتعرض على العامة صورا لزعماء سابقين، مثل صان يات سن.
عندما يكون العيد الوطني عددا خماسيا (أمثلة: العيد ال50، العيد ال55، العيد ال60) تقام أعياد واسعة النطاق في البلاد، منها تفحص الجنود في ميدان تيان آن من. ومن الأمثلة على ذلك، تفحص الرئيس دينج زياو بنج في العام 1984، وجيانج زيمين في 1999.

## معرض صور

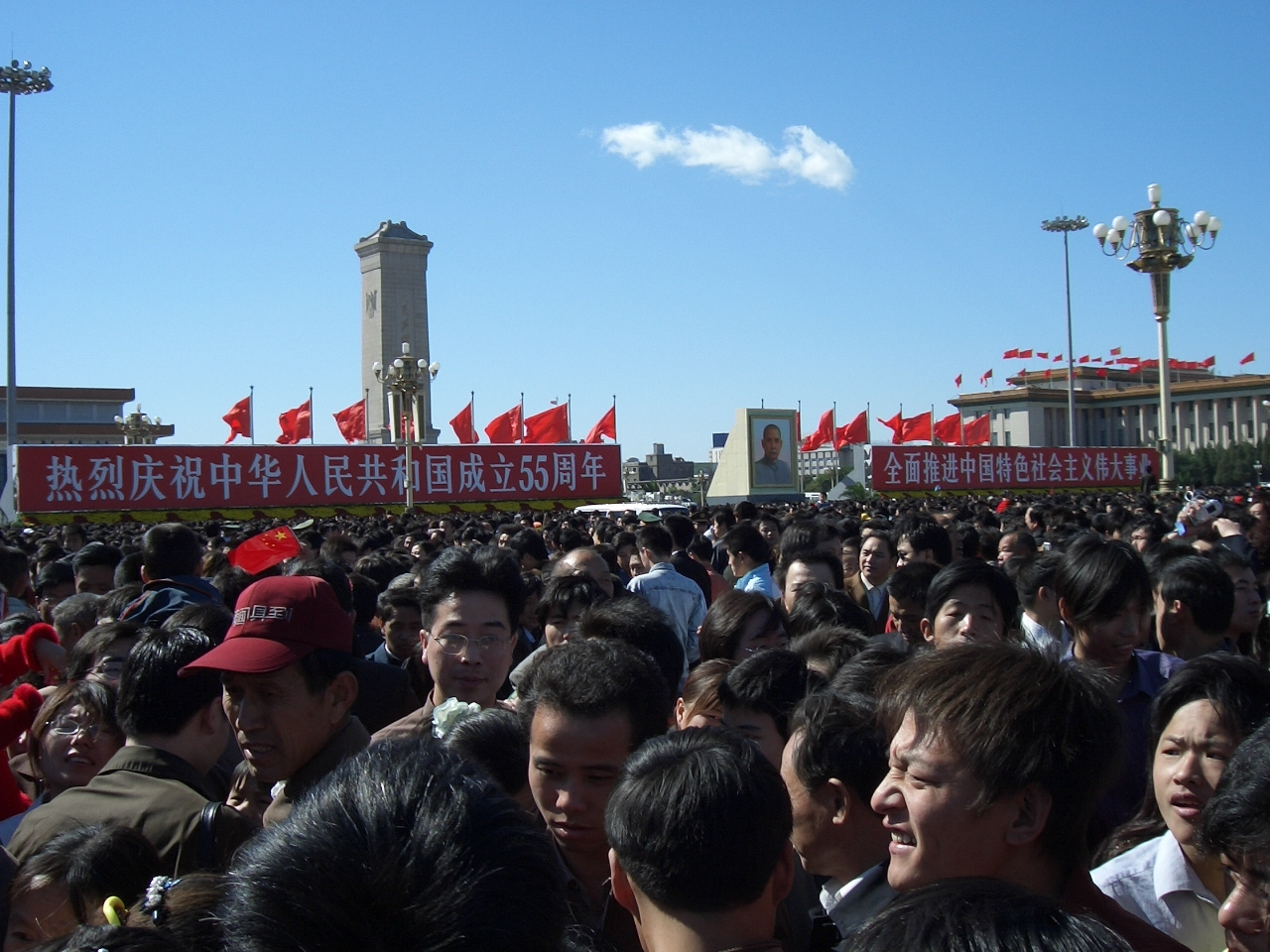
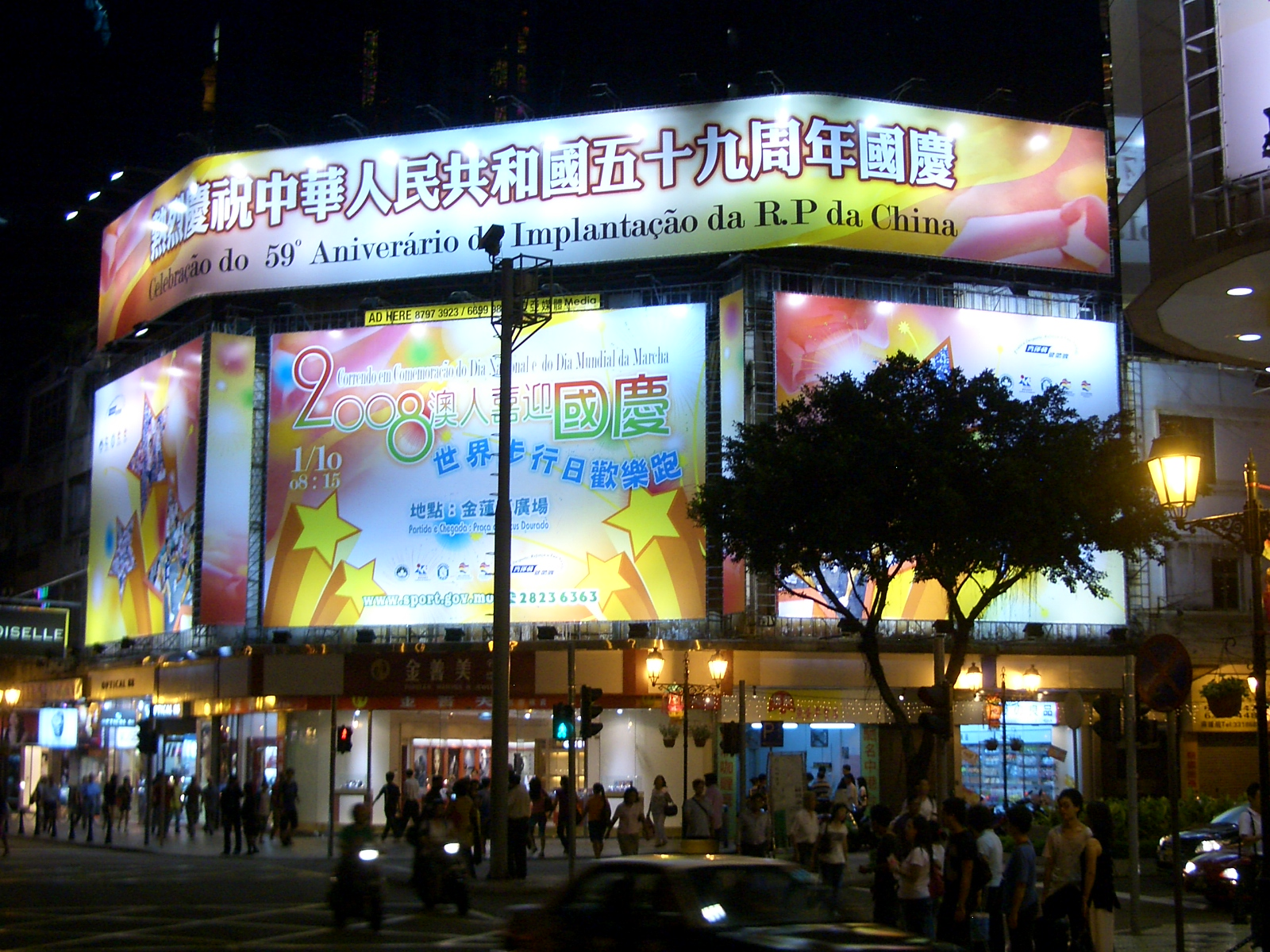
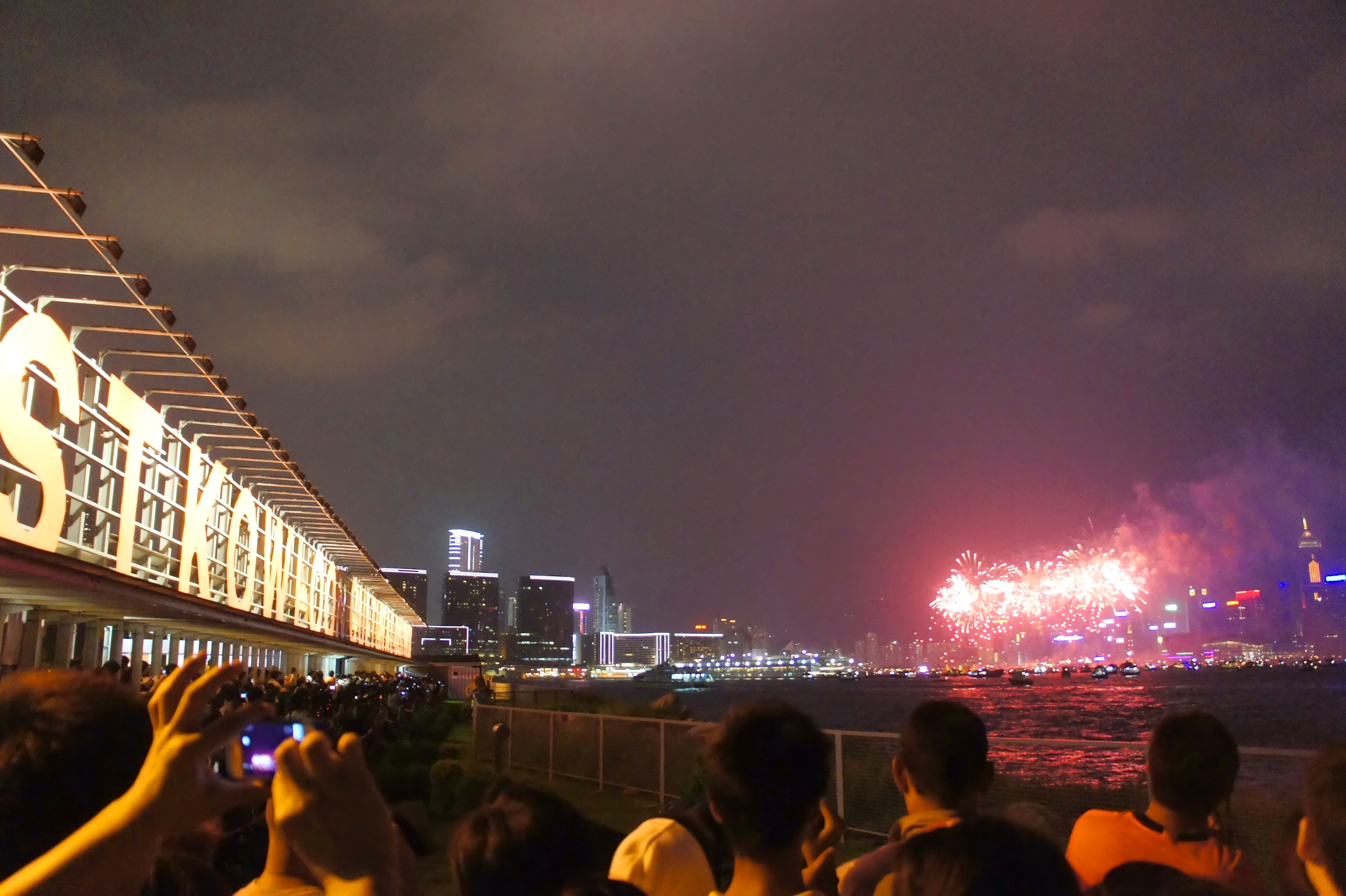